# 대한민국의 산림청장
산림청장(山林廳長)은 산림청을 대표하는 직위로, 차관급 정무직공무원으로 보한다.

## 임명
- 산림청장은 대통령이 임명한다.

## 역할
- 각 행정기관의 장은 소관사무를 통할하고 소속공무원을 지휘·감독한다.
- 산림청장은 산림에 관한 사무를 관장한다.

## 역대 청장

### 농림부 산림국장
| 정부      | 대수 | 이름           | 임기                             | 비고                                 |
| --------- | ---- | -------------- | -------------------------------- | ------------------------------------ |
| 제1공화국 | 초대 | 여도현(呂道鉉) | 1948년 10월 1일~1949년 4월 27일  |                                      |
| 제1공화국 | 2대  | 김병주(金炳周) | 1949년 4월 27일~                 |                                      |
| 제1공화국 |      |                |                                  |                                      |
| 제1공화국 |      |                |                                  |                                      |
| 제1공화국 |      | 김영준(金榮俊) | 1954년 4월 8일~1960년 5월 15일   | 농림부 차관&농림부 장관&임업시험장장 |
| 제3공화국 |      | 심종섭(沈鍾燮) | 1961년 5월 3일~1965년 2월 12일   |                                      |
| 제3공화국 |      | 조한욱(趙漢旭) | 1965년 2월 12일~1966년 12월 31일 |                                      |

### 산림청장
| 정부        | 대수           | 이름                            | 임기                             | 비고 |
| ----------- | -------------- | ------------------------------- | -------------------------------- | ---- |
| 제3공화국   | 초대           | 김영진(金英鎭)                  | 1967년 1월 1일~1971년 6월 11일   |      |
| 제3공화국   | 2대            | 강봉수(姜鳳秀)                  | 1971년 6월 12일~1973년 1월 15일  |      |
| 제4공화국   | 2대            | 강봉수(姜鳳秀)                  | 1971년 6월 12일~1973년 1월 15일  |      |
| 3대         | 손수익(孫守益) | 1973년 1월 16일~1978년 9월 10일 |                                  |      |
| 4대         | 장일훈(張日勳) | 1978년 9월 11일~1980년 7월 8일  |                                  |      |
| 5대         | 김준배(金俊培) | 1980년 7월 18일~1981년 6월 17일 |                                  |      |
| 제5공화국   | 6대            | 이상희(李相熙)                  | 1981년 6월 18일~1982년 5월 2일   |      |
| 제5공화국   | 7대            | 손종호(孫宗鎬)                  | 1982년 5월 3일~1983년 10월 17일  |      |
| 제5공화국   | 8대            | 임성재(任成宰)                  | 1983년 10월 18일~1985년 2월 27일 |      |
| 제5공화국   | 9대            | 김찬회(金璨會)                  | 1985년 2월 28일~1986년 8월 28일  |      |
| 제5공화국   | 10대           | 정채진(鄭埰鎭)                  | 1986년 8월 29일~1988년 3월 4일   |      |
| 노태우 정부 | 11대           | 정채진(鄭埰鎭)                  | 1988년 3월 5일~1988년 5월 19일   |      |
| 노태우 정부 | 12대           | 노건일(盧健一)                  | 1988년 5월 20일~1990년 3월 19일  |      |
| 노태우 정부 | 13대           | 이동우(李東雨)                  | 1990년 3월 20일~1990년 9월 26일  |      |
| 노태우 정부 | 14대           | 최평욱(崔枰旭)                  | 1990년 9월 27일~1991년 12월 18일 |      |
| 노태우 정부 | 15대           | 류종탁(柳鍾卓)                  | 1991년 12월 19일~1993년 3월 3일  |      |
| 김영삼 정부 | 16대           | 조남조(趙南照)                  | 1993년 3월 4일~1994년 9월 23일   |      |
| 김영삼 정부 | 17대           | 곽만섭(郭滿燮)                  | 1994년 9월 24일~1995년 12월 25일 |      |
| 김영삼 정부 | 18대           | 이영래(李永來)                  | 1995년 12월 26일~1997년 8월 7일  |      |
| 김영삼 정부 | 19대           | 이보식(李輔植)                  | 1997년 8월 8일~1998년 3월 8일    |      |
| 김대중 정부 | 20대           | 이보식(李輔植)                  | 1998년 3월 9일~1999년 5월 25일   |      |
| 김대중 정부 | 21대           | 김동근(金東根)                  | 1999년 5월 26일~2000년 1월 26일  |      |
| 김대중 정부 | 22대           | 신순우(申洵雨)                  | 2000년 1월 27일~2002년 2월 4일   |      |
| 김대중 정부 | 23대           | 김범일(金範鎰)                  | 2002년 2월 5일~2003년 3월 2일    |      |
| 노무현 정부 | 24대           | 최종수(崔鍾秀)                  | 2003년 3월 3일~2004년 7월 19일   |      |
| 노무현 정부 | 25대           | 조연환(曺連煥)                  | 2004년 7월 20일~2006년 1월 31일  |      |
| 노무현 정부 | 26대           | 서승진(徐承鎭)                  | 2006년 2월 1일~2008년 3월 6일    |      |
| 이명박 정부 | 27대           | 하영제(河榮帝)                  | 2008년 3월 8일~2009년 1월 22일   |      |
| 이명박 정부 | 28대           | 정광수(鄭光秀)                  | 2009년 1월 23일~2011년 2월 8일   |      |
| 이명박 정부 | 29대           | 이돈구(李敦求)                  | 2011년 2월 9일~2013년 3월 17일   |      |
| 박근혜 정부 | 30대           | 신원섭(申元燮)                  | 2013년 3월 18일~2017년 7월 17일  |      |
| 문재인 정부 | 31대           | 김재현(金才賢)                  | 2017년 7월 18일~2019년 12월 12일 |      |
| 문재인 정부 | 32대           | 박종호(朴種虎)                  | 2019년 12월 13일~2021년 3월 26일 |      |
| 문재인 정부 | 33대           | 최병암(崔炳巖)                  | 2021년 3월 26일~2022년 5월 13일  |      |
| 윤석열 정부 | 34대           | 남성현(南成鉉)                  | 2022년 5월 13일~2024년 7월 7일   |      |
| 윤석열 정부 | 35대           | 임상섭(林尙燮)                  | 2024년 7월 8일~2025년 8월 13일   |      |
| 이재명 정부 | 36대           | 김인호(金仁浩)                  | 2025년 8월 13일~                 |      |

## 같이 보기
- 산림청
- 산림청 차장